# Calcio agli Island Games 2017 - Torneo femminile
Il torneo di calcio femminile agli Island Games 2017, che si sono svolti sull'isola di Gotland, fu la nona edizione della competizione. I 22 incontri si svolsero tra il 24 ed il 30 giugno 2017 e videro la vittoria finale di Gotland.

## Formato
Le undici squadre furono divise in tre gruppi.
La prima fase prevedeva un girone all'italiana con gare di sola andata; nella seconda le quattro squadre vincitrici dei gironi si affrontavano in una fase ad eliminazione diretta per determinare le prime quattro posizioni, mentre le restanti sette squadre si affrontavano in base alla posizione in classifica per assegnare le posizioni finali, dal decimo al quinto posto.

## Partecipanti
- Isole Åland
- Gibilterra
- Gotland
- Groenlandia
- Hitra
- Isola di Man

- Jersey
- Isola di Wight
- Minorca
- Ebridi Esterne
- Anglesey

## Impianti
| Città                  |
| ---------------------- |
| Dalhem                 |
| Fardhem                |
| Fårösund               |
| Hemse                  |
| Stenkyrka              |
| Väskinde               |
| Visby (Gutavallen)     |
| Visby (Säve)           |
| Visby (Visborgsvallen) |

## Competizione

### Fase a gironi

#### Gruppo A
| Squadra     | P.ti | G | V | P | S | GF | GS | DR  |
| ----------- | ---- | - | - | - | - | -- | -- | --- |
| Gotland     | 9    | 3 | 3 | 0 | 0 | 13 | 1  | +12 |
| Minorca     | 6    | 3 | 2 | 0 | 1 | 5  | 7  | -2  |
| Groenlandia | 3    | 3 | 1 | 0 | 2 | 4  | 10 | -6  |
| Hitra       | 0    | 3 | 0 | 0 | 3 | 3  | 7  | -4  |

| Visby 25 giugno 2017, ore 13:00 | Groenlandia | 0 – 6 | Gotland | Visborgsvallen |

| Dalhem 25 giugno 2017, ore 13:00 | Hitra | 1 – 2 | Minorca |  |

| Dalhem 26 giugno 2017, ore 13:00 | Minorca | 3 – 3 | Groenlandia |  |

| Visby 26 giugno 2017, ore 20:45 | Gotland | 2 – 0 | Hitra | Gutavallen |

| Väskinde 28 giugno 2017, ore 17:00 | Gotland | 5 – 1 | Minorca |  |

| Stenkyrka 28 giugno 2017, ore 17:00 | Hitra | 0 – 3 | Groenlandia |  |

#### Gruppo B
| Squadra        | P.ti | G | V | P | S | GF | GS | DR |
| -------------- | ---- | - | - | - | - | -- | -- | -- |
| Isola di Man   | 6    | 3 | 2 | 0 | 1 | 6  | 2  | +4 |
| Isole Åland    | 6    | 3 | 2 | 0 | 1 | 9  | 6  | +3 |
| Ebridi Esterne | 6    | 3 | 2 | 0 | 1 | 8  | 6  | +2 |
| Anglesey       | 0    | 3 | 0 | 0 | 3 | 2  | 11 | -9 |

| Stenkyrka 25 giugno 2017, ore 13:00 | Isole Åland | 5 – 2 | Ebridi Esterne |  |

| Väskinde 25 giugno 2017, ore 13:00 | Isola di Man | 3 – 0 | Anglesey |  |

| Visby 26 giugno 2017, ore 13:00 | Anglesey | 1 – 4 | Isole Åland | Visborgsvallen |

| Fårösund 26 giugno 2017, ore 13:00 | Ebridi Esterne | 2 – 0 | Isola di Man |  |

| Dalhem 28 giugno 2017, ore 17:00 | Isole Åland | 0 – 3 | Isola di Man |  |

| Säve 28 giugno 2017, ore 17:00 | Ebridi Esterne | 4 – 1 | Anglesey |  |

#### Gruppo C
| Squadra        | P.ti | G | V | P | S | GF | GS | DR  |
| -------------- | ---- | - | - | - | - | -- | -- | --- |
| Isola di Wight | 6    | 2 | 2 | 0 | 0 | 11 | 3  | +8  |
| Jersey         | 3    | 2 | 1 | 0 | 1 | 8  | 3  | +5  |
| Gibilterra     | 0    | 2 | 0 | 0 | 2 | 1  | 14 | -13 |

| Fardhem 25 giugno 2017, ore 13:00 | Jersey | 2 – 3 | Isola di Wight |  |

| Väskinde 26 giugno 2017, ore 13:00 | Isola di Wight | 8 – 1 | Gibilterra |  |

| Visby 28 giugno 2017, ore 17:00 | Gibilterra | 0 – 6 | Jersey | Visborgsvallen |

### Fase finale

#### Finali 5º-10º posto

##### Finale 9º-10º posto
| Väskinde 29 giugno 2017, ore 17:00 | Gibilterra | 0 – 1 | Hitra |  |

##### Finale 7º-8º posto
| Hemse 29 giugno 2017, ore 13:00 | Ebridi Esterne | 2 – 1 | Groenlandia |  |

##### Finale 5º-6º posto
| Visby 29 giugno 2017, ore 17:00              | Isole Åland          | 2 – 2 | Minorca | Visborgsvallen |
| \| \| \| \| \| \| Tiri di rigore 5 – 4 \| \| |                      |       |         |                |
|                                              |                      |       |         |                |
|                                              | Tiri di rigore 5 – 4 |       |         |                |

#### Finali 1º-4º posto
|  | Semifinali     | Semifinali     | Semifinali     |                |         | Finale          | Finale          | Finale          |  |
|  |                |                |                |                |         |                 |                 |                 |  |
|  | Gotland        | Gotland        | 2              |                |         |                 |                 |                 |  |
|  | Gotland        | Gotland        | 2              |                |         |                 |                 |                 |  |
|  | Jersey         | Jersey         | 1              |                |         |                 |                 |                 |  |
|  | Jersey         | Jersey         | 1              |                | Gotland | Gotland         | 2               |                 |  |
|  |                |                |                |                | Gotland | Gotland         | 2               |                 |  |
|  |                |                | Isola di Man F | Isola di Man F | 1       |                 |                 |                 |  |
|  | Isola di Man   | Isola di Man   | Isola di Man F | Isola di Man F | 1       | 4               |                 |                 |  |
|  | Isola di Man   | Isola di Man   |                |                |         | 4               |                 |                 |  |
|  | Isola di Wight | Isola di Wight | 2              |                |         | Finale 3º posto | Finale 3º posto | Finale 3º posto |  |
|  | Isola di Wight | Isola di Wight | 2              |                |         |                 |                 |                 |  |
|  |                |                |                |                |         |                 |                 |                 |  |
|  |                |                |                |                |         | Jersey          | Jersey          | 3               |  |
|  |                |                |                |                |         | Jersey          | Jersey          | 3               |  |
|  |                |                |                |                |         | Isola di Wight  | Isola di Wight  | 1               |  |

##### Semifinali
| Visby 29 giugno 2017, ore 13:00 | Gotland | 2 – 1 | Jersey | Visborgsvallen |

| Stenkyrka 29 giugno 2017, ore 13:00 | Isola di Man | 4 – 2 | Isola di Wight |  |

##### 3º-4º posto
| Visby 30 giugno 2017, ore 10:00 | Minorca | 3 – 1 | Guernsey | Visborgsvallen |

### Finale
| Visby 30 giugno 2017, ore 10:30 | Groenlandia | 2 – 1 | Isola di Man | Gutavallen |

## Campione
GOTLAND
(Primo titolo)

### Classifica finale
| Pos | Paese          | Medaglia |
| --- | -------------- | -------- |
| 1   | Gotland        | Oro      |
| 2   | Isola di Man   | Argento  |
| 3   | Jersey         | Bronzo   |
| 4   | Isola di Wight |          |
| 5   | Isole Åland    |          |
| 6   | Minorca        |          |
| 7   | Ebridi Esterne |          |
| 8   | Groenlandia    |          |
| 9   | Hitra          |          |
| 10  | Gibilterra     |          |
| 11  | Anglesey       |          |